# Vlad VIII Vintilă de la Slatina
Vlad VIII Vintilă de la Slatina (... – 10 giugno 1535), fu voivoda di Valacchia dal 1532 al 1535.

## Biografia
Figlio di Radu IV cel Mare, prese il potere nel settembre del 1532, alla morte accidentale di Vlad VII Înecatul, fidando anche nell'appoggio del suocero, il voivoda di Moldavia Petru IV Rareș di cui aveva sposato la figlia Ana. Tra il settembre ed il novembre del 1534 venne temporaneamente spodestato da suo fratello, Radu VII Paisie. Riconquistato il trono di Valacchia, Vlad VIII morì in battaglia nel giugno del 1535.